# Аув
Аув (нем. Auw AG) — коммуна в Швейцарии, в кантоне Аргау.
Входит в состав округа Мури. Население составляет 1559 человек (на 31 декабря 2007 года). Официальный код — 4223.